# Françoise-Albine Benoist
Pour les articles homonymes, voir Benoist.
Françoise-Albine Puzin de la Martinière, née à Lyon le 12 août 1730 et morte à Paris le 21 octobre 1795 (29 vendémiaire an IV) est une écrivaine française, auteure de nombreux romans, de quelques pièces de théâtre jamais jouées et d'essais. Elle fut également journaliste au Journal des Dames.

## Biographie
Françoise Puzin est la fille de Simon Puzin, tondeur de draps, et de Blandine Lucquet ou Luquet. Elle épousa à Lyon le 22 avril 1754 le peintre et dessinateur Jean-Marie Benoist.
Elle déménagea à Paris sans doute en 1757 ou 1758.
En décembre 1765, elle porta les quatre volumes de son roman épistolaire, Élisabeth, chez Nicolas-Claude Thieriot pour qu'il les fasse suivre à Voltaire :

« Une dame jeune et belle, d'une taille avantageuse et élégante, et montrant de l'esprit et de la politesse se fit annoncer chez moi il y a trois jours sous le nom de Mme Benoit et me remit une lettre pour vous avec un roman en 4 vol. qui a pour titre Élisabeth. […] J'ai été lui rendre ma visite. Elle m'a parue dans l'opulence et j'ai su depuis que son mari était réputé un grand dessinateur de fleurs et d'ornements et qu'il avait exercé ce talent auprès de deux des Dames de France. »

Si l'on en croit Mme Roland, Françoise-Albine Benoist n'avait pas la vertu par trop regardante, au contraire des héroïnes de ses romans :

« Mme Benoist avait été belle. Le désir de plaire, prolongé au-delà de l'âge qui assure d'y réussir, lui valait encore quelques succès. Ses yeux les sollicitaient avec tant d'ardeur; son sein toujours découvert palpitait si vivement pour les obtenir, qu'il fallait bien accorder à la franchise du désir et à la facilité de le satisfaire, ce que les hommes accordent d'ailleurs si aisément dès qu'ils ne sont pas tenus à la constance. L'air ouvertement voluptueux de Mme Benoist était tout nouveau pour moi ; j'avais vu, dans les promenades, ces prêtresses du plaisir dont l'indécence annonce la profession d'une manière choquante. »

Françoise-Albine Benoist servit peut-être de modèle à l'héroïne des Lettres à Emilie de Demoustier.

## Ouvrages
- Journal en forme de lettres, mêlé de critiques et d'anecdotes, par Madame B**, 1757.
- Journal des dames, février 1759, p. 80-86.
- « Examen de moi-même », Journal des dames, avril 1759, p. 37-46.
- Mes principes, ou la Vertu raisonnée, par Madame B***, Amsterdam et Paris, Cuissart, 1759.
- « Lettre d'une femme sincère », Journal des dames, juillet 1761, p. 53-66 [lire en ligne].
- « Seconde lettre d'une femme sincère », Journal des dames, septembre 1761, p. 212-224 [lire en ligne].
- Élisabeth, roman par Madame ***, Amsterdam, Arkstée et Merkus, 1766 (réédité deux fois par le même éditeur en 1766).
- Célianne, ou les Amans séduits par leurs vertus, par l'auteur d'« Elisabeth », Amsterdam et Paris, Lacombe, 1766 (réédité à Amsterdam en 1767, à Paris, aux dépens de la Compagnie en 1768; traduit en italien sous le titre Celianna, ovvero, Gli amanti sedotti dalle loro virtù à Venise en 1785 ; une édition moderne est donnée par Olga B. Cragg à Saint-Etienne en 2002  (ISBN 978-2-86272-272-6)).
- La Vertu persécutée, ou, Lettres du colonel Talbert, par Madame ***, auteur d'Elisabeth, Dresde, Walther, 1767 (réédité deux fois à Amsterdam et Paris en 1767 [lire en ligne])
- Paméla françoise ou la Vertu en célibat et en mariage, dépeinte dans les lettres de Messieurs de Talbert & Mozinge, rédigées dans le goût des lettres de Clarisse & Grandisson par madame Riccoboni… Nouvelle édition, Amsterdam et La Haye, 1768.
- La Supercherie réciproque, comédie en un acte et en prose, Amsterdam et Paris, Durand, 1768.
- Le Triomphe de la probité, comédie en deux actes et en prose ; imitée de l'Avocat, comédie de Goldoni, Paris, Le Jay, 1768 (et réédité dans une collection de pièces).
- Agathe et Isidore, Amsterdam et Paris, Durand, 1768 (réédité sous le titre Les Avantures du beau cordonnier ; ou Les amours d'Isidore, né marquis d***, et de la vertueuse Agathe veuve du marquis d'Olfonte. Tableau intéressant de la sympathie des cœurs nobles, La Haye et Francfort, Van Duren, 1769).
- Sophronie, ou Leçon prétendue d'une mère à sa fille, Londres et Francfort, Eslinger, 1769 ; Londres et Paris, Veuve Duchesne, 1769.
- L'Erreur des désirs, Paris, Veuve Regnard et Demonville, Lyon, Cellier, Rouen, Abraham Lucas, 1770.
- Folie de la prudence humaine, Amsterdam et Paris, Veuve Regnard et Demonville, 1771.
- Les Erreurs d'une jolie femme ou l'Aspasie françoise, Bruxelles et Paris, Veuve Duchesne, 1781 [lire en ligne] (traduit en allemand sous le titre Die Irrtümer eines artigen Frauenzimmers oder die franzosische Apasia, Breslau, Meyer, 1782 ; traduit en anglais sous le titre Aspasia; or, the dangers of vanity. A French story, taken from real life, London, Bew, 1791).
- Les Aveux d'une jolie femme, Bruxelles et Paris, Veuve Duchesne, 1782.
- Lettres sur le désir de plaire, s.l., 1786. lire en ligne sur Gallica